# 山田かまち
山田 かまち（やまだ かまち、1960年（昭和35年）7月21日 - 1977年（昭和52年）8月10日）は、日本の画家・詩人。死後、遺作となった詩や絵画を収めた『悩みはイバラのようにふりそそぐ : 山田かまち詩画集』（1992年）で広く知られるようになった。

## 生涯
「かまち」の名前の由来は、終戦直後に両親が読んだ歴史小説、和島誠一著「日本歴史物語」の主人公の名前である。その小説は「鹿麻知（かまち）」という少年が、石器時代を舞台に活躍するというものであり、両親は「終戦直後であったので、この少年のように新しい時代を強く生きるように」という願いをこめた。また、「かまち」のひらがな表記の理由は、「かまち自身が自由に漢字をあてられるように」という意図がある。
群馬県高崎市出身。幼少より絵画の才能を発揮した。高崎市立倉賀野小学校へ入学。同級生に後にロックバンドであるBOØWYに所属した氷室京介や松井恒松、ソプラノ歌手の出来田三知子がいた。小学校3年生のとき、東京芸術大学出身で、後に新島学園高校の美術科非常勤講師となる竹内俊雄がクラスの担任になる。その当時の冬休みの宿題で動物の絵（52枚）を1時間あまりで描き上げる。これらの作品は竹内によって保管され、貴重な作品として「高崎市山田かまち美術館」に残された。のちに竹内はかまちを当時の美術界のパトロン井上房一郎に引き合わせた。
1973年、高崎市立倉賀野中学校に入学し、天文学に興味を抱く。1975年、ビートルズなどのロックに傾倒する。氷室や松井とロックバンドを組み練習していたこともあった。この頃、「プリーズ・ミスター・ポストマン」などの作品を手がけた。高校受験に失敗して浪人、前橋市の英数学館に通う。この時期に多くの水彩画や素描、詩、物語、漫画などを描いた。
1977年、群馬県立高崎高等学校に入学。友人数人と学園祭で映画を作成し出演するが、同年8月、自宅でエレキギターを練習している際に死亡。このギターは17歳の誕生日にプレゼントとして贈られたものであった。死因については感電事故とされる。かまちの死については自殺説などもある。かまちの没後、母親が出版した本には「改造したエレキギターの電源コードが原因の感電死」と記されているが、この本自体はノンフィクションの人物伝として書かれたものではなく、様々な点で創作箇所があると指摘されている。BOØWYのデビュー・アルバム『MORAL』（1982年）の表題曲には「あいつが自殺したって時も…」という一節があり、山田の死を題材とした楽曲となっている。また、山田の感性の鋭さは氷室にも影響を与えたと言われている。書籍『PERFECT BOOK BOØWY』において同曲は「『人の不幸が大好き』と連呼する尖った曲。人間の汚い部分を浮き彫りにしている」と紹介されており、山田の死を題材にしているものの氷室がそれを喜んでいた訳ではないことを指摘した上で、初期BOØWYの歌詞が露悪的であったことを前提に解釈するべきであると記している。

## 死後

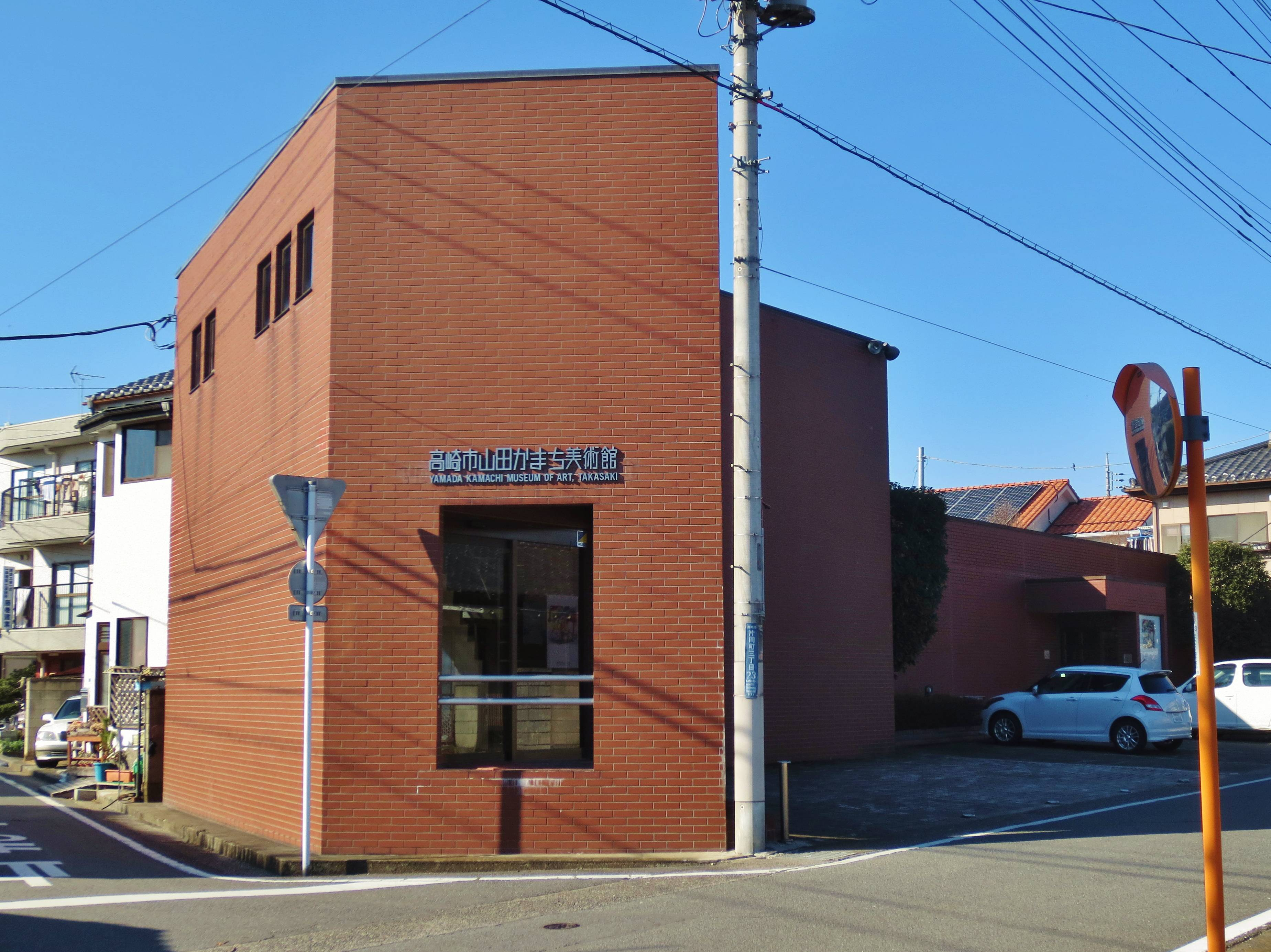
高崎市山田かまち美術館

1981年、前橋市で「山田かまち絵画遺作展」が開催される。1989年、井上房一郎主催により、高崎市の画廊で「山田かまち水彩デッサン展」が開催される。1992年、「山田かまち水彩デッサン美術館」が開館する。その後、同年12月に『悩みはイバラのようにふりそそぐ : 山田かまち詩画集』が刊行され、1990年代初期には全国的なブームを呼んだ。かまちの作品が美術や現代国語、社会の教科書などにも掲載されるほどであった。
2000年、生誕40周年を記念した巡回展が全国各地で開催され、「かまち現象」と言われた。2004年、母・千鶴子が書いた『かまちの海』を原作にした伝記映画『かまち』が公開（監督望月六郎、主演谷内伸也）された。2014年、山田かまち水彩デッサン美術館が高崎市の市営施設となり、「高崎市山田かまち美術館」に改称。

## 人気
かまち人気について、精神科医のなだいなだは「暗闇の中に浮かぶ小舟のように孤独な一七歳の心に、かまちの作品はメッセージを投げかけるのだ。強烈な閃光を」と評した。

## 著作
- なだいなだ編『悩みはイバラのようにふりそそぐ : 山田かまち詩画集』（筑摩書房、1992年）ISBN 4480803211
- 『山田かまちのノート. 上』（筑摩書房、1993年）ISBN 4480028145
- 『山田かまちのノート. 下』（筑摩書房、1993年）ISBN 4480028153
- 『青い炎 : 山田かまち作品集』（学習研究社、1993年）ISBN 4054001408
- 『17歳のポケット』（集英社、1993年）ISBN 4087751643
- 『17歳のポケット』（集英社文庫、1996年）ISBN 4087484874
- 文:山田かまち、画:山田たいき『ガブちゃんのぼうけん』（学習研究社、1994年） ISBN 4054003109
- 山田かまちアートキャラバン実行委員会編『山田かまち作品集 : アートキャラバン1994-1995』（TOKYO FM出版、1995年）ISBN 4924880485
- 『15歳のポケット』（集英社、1996年）ISBN 408748503X
- 『10歳のポケット』（集英社、1996年）ISBN 4087485048
- 『17歳 : かまちザ・ベストぼくは12色』（角川書店、2000年）ISBN 4048533096

## 関連書籍
- 板垣英憲著『山田かまち伝説』（データハウス、1994年）ISBN 4887182023
- 文藝春秋編『ありがとう、かまち : 山田かまちへの熱いメッセージ』（文藝春秋、1996年）ISBN 4163515305
- 山田千鶴子著『かまちの海』（文藝春秋、2001年）ISBN 4163574301
- アートブック本の森編著『夭折の系譜 : 20人のアーチストの死から考える』（アートブック本の森、2001年）ISBN 4876937737
- 『山田かまち: 夭折の詩画人 17歳で去った少年が残したメッセージ』 (KAWADE夢ムック 文藝別冊、2003年) ISBN 4309976662

## かまちを特集したテレビ番組
- スーパータイム（1992年9月1日放送） - 特別コーナーとしてかまちの人生を特集。かまちの名が広く知られる契機となった。
- 午後は○○おもいッきりテレビ（1993年8月10日放送） - 「今日は何の日」のコーナーでかまちの命日として山田の人生を特集した。
- 知ってるつもり?!（1996年4月21日放送） - かまちをメインとして山田の人生を特集した。番組では墓所（永泉寺）も紹介された。
- 3時間感動スペシャル帰らざるスターの栄光と挫折!最後の瞬間!!（1997年10月2日放送）-酒井法子が出演と語りを演じた。
- 美の巨人たち
  - （2005年8月6日放送） - 「山田かまち『プリーズ・ミスター・ポストマン』」の回で特集。
  - （2017年7月29日放送） - 「山田かまち『青い自画像』"夭折の天才"の青い叫び」の回で特集。